# Burckhardt (Mondkrater)
Burckhardt ist ein Einschlagkrater auf der nordöstlichen Mondvorderseite, nördlich des Mare Crisium, zwischen den Kratern Geminus im Norden und Cleomedes im Süden.
Der Kraterrand ist mäßig erodiert. Das Innere weist einen Zentralberg auf.
| Buchstabe | Position           | Durchmesser | Link |
| --------- | ------------------ | ----------- | ---- |
| A         | 30,34° N, 58,47° O | 35 km       |      |
| B         | 29,93° N, 60,18° O | 11 km       |      |
| C         | 31,58° N, 59° O    | 6 km        |      |
| E         | 30,56° N, 55,49° O | 37 km       |      |
| F         | 31,35° N, 57,11° O | 45 km       |      |
| G         | 32,02° N, 57,48° O | 8 km        |      |

Der Krater wurde 1935 von der IAU nach dem deutschen Astronomen Johann Karl Burckhardt offiziell benannt.